# Hank Spencer
Hank Spencer is een stripfiguur bedacht door striptekenaar Jan Vriends voor het tijdschrift Zo Zit Dat. Hij heet Hank maar wordt gewoon 'Henk' genoemd.
Hank is een 12-jarig wonderkind dat via een internettransporteur contact houdt met de overige stripfiguren in Zo Zit Dat: Mattieu, IT, Nietsnie, Aart en Steef.

## Personages
ITEen vliegende roze kubus met ogen. Hij heeft 2 vleugelachtige handjes. IT is zoals bekend de afkorting van informatietechnologie.
SteefEen robot dat op een skelet lijkt.
AartEen Alien. Hij heeft geen neus en zijn staart is een antenne.
NietsnieEen brein dat op sterk water in een bol op een verplaatsbare capsule staat. Zijn naam is een palindroom van Einstein.
Hank SpencerEen twaalfjarig wonderkind met een intelligentie van meer dan 200. Hij vond de PM (een mobiele telefoon) en de internettransporteur uit.
MattieuEen florafaunafant. Deze diersoort bestaat in het echt niet. Mattieu lijkt op een krokodil, alleen veel groter.

## Strips
Tegenwoordig komt er achter op elke Zo Zit Dat een stripverhaaltje van Joost en Professor Breinstein.

### Eerste strip
Toen de Zo Zit Dat vernieuwd was kreeg Hank zijn eigen strip. Deze strip was extra lang en stond niet achterop, omdat het de eerste strip was. In deze strip werd uitgelegd hoe Hank op internet kwam en hoe Aart daar kwam.
Verhaal eerste strip
Hank Spencer, een twaalfjarig mega-intelligent wonderkind, vindt iets uit. Alleen komt hij er per ongeluk mee op internet. Daar ontmoet hij Steef, Mattieu, IT en Nietsnie. Op dat moment komt er een verdwaalde UFO op internet vallen. Er komt een alien uit, die zegt dat hij Aart heet. Aart besluit op internet te blijven, maar Hank wil terug. Hank kan gelukkig terug en hij kan altijd weer bij zijn vrienden op internet komen.